# Fröåsa handpappersbruk

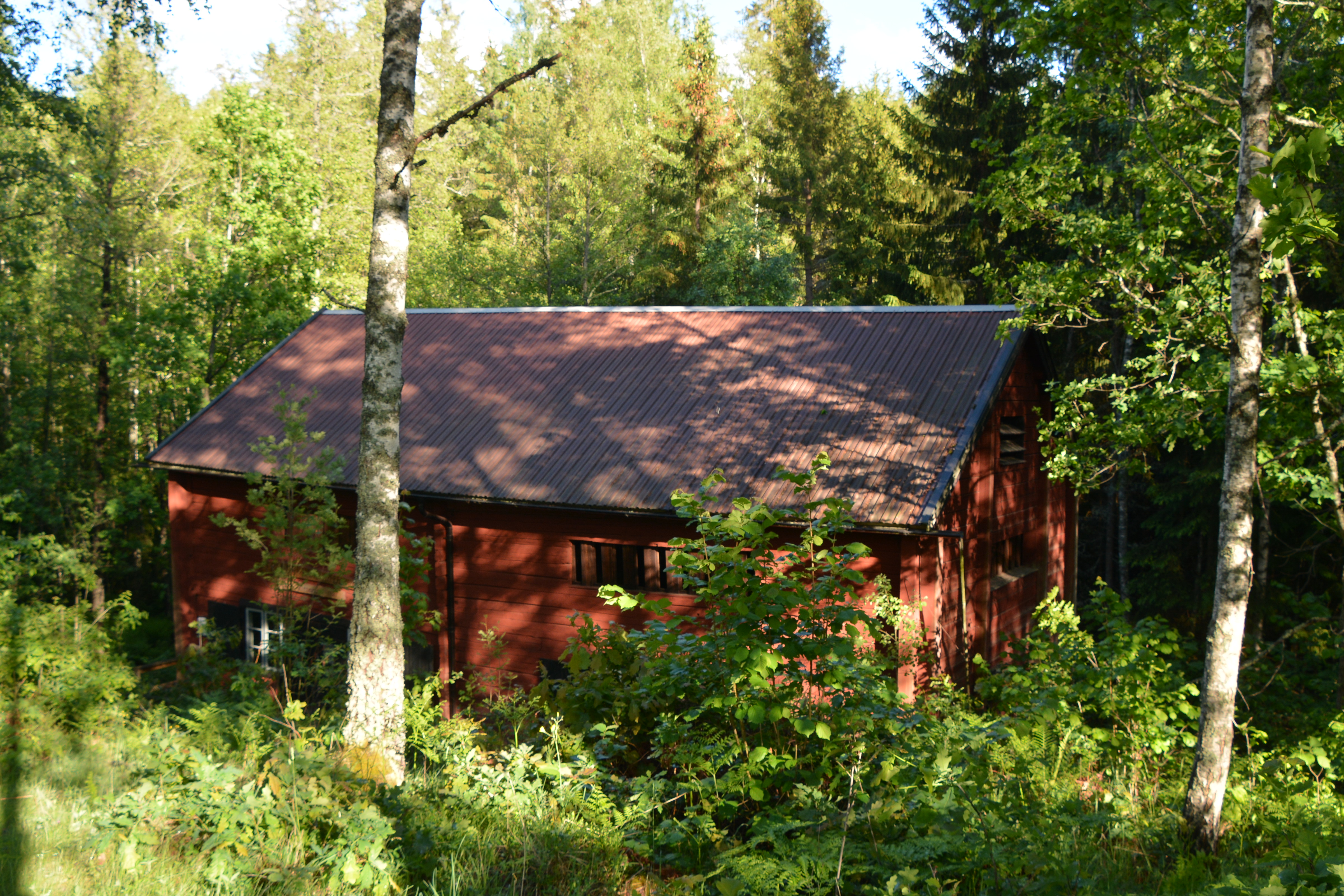
Fröåsa handpappersbruk.

Fröåsa handpappersbruk är ett svenskt tidigare handpappersbruk, och numera ett museum, i Virserum.

## Historik
Fröåsa pappersbruk uppfördes 1802 vid Fröåsaströmmen i Skärveteån (Kråketorpsån), vid dess utlopp ur sjön Narveten. Där tillverkades under 1800-talets första hälft tryck- och skrivpapper av lump, och senare fram till 1921 övergick bruket till att tillverka grövre papperssorter som emballagepapper och vägg- och takpapp. Bruket delades av byarna Kråketorp och Slagdala. Byarna hade var sin arrenderande pappersmästare för driften, som bedrevs växelvis av byarna.

## Flytt till Liseberg i Göteborg
Fabriksanläggningen köptes i november 1921 av den ansvariga ledningen för Jubileumsutställningen i Göteborg och monterades ned. För Göteborgsutställningen 1923 hade först tanken varit att montera ned och återuppföra Ösjöfors handpappersbruk, som erhållits som gåva. Ösjöfors bruksbyggnad var dock större och låg logistiskt sämre till, varför pappersbruket Fröåsa valdes. Det köptes in av utställningen från de åtta delägarna i Kråketorp och Slagdala under ledning av lantbrukaren Georg Pihl. Pihl organiserade sedan transporten från plats. Byggnaden kördes först i slutet av januari 1922 med häst och släde några kilometer från bruksplatsen vid Narveten till Hultarps station vid den nya och ännu inte invigda smalspåriga järnvägen mellan Virserum och Hultsfred. Huset lastades på åtta järnvägsvagnar, som via Hultsfred kördes till Västervik. Därifrån fördes pappersbruket med ångfartyget Östersjön till Göteborg. Från april 1922 monterades det upp igen, tillsammans med andra ditflyttade byggnader, på ett litet industrihistoriskt friluftsmuseum på Lisebergs sluttningar av byggmästarbröderna Elias och Torsten Karlsson från Småland med medhjälpare.

## Återuppförande i Virserum
Fröåsa pappersbruk fanns mer eller mindre borglömt kvar på Lisebergsområdet till 1949, då det skänktes till Virserums hembygdsförening. Det flyttades till Virserums hembygdspark och återuppfördes 1950, också då under ledning av byggmästarebröderna Elias och Torsten Karlsson. I fabriksbyggnaden finns en valsstuga för sönderhuggning och malning av lumpen till pappersmassa. Denna formades sedan i fabriken till ark i träformar med metallduk och pressades och torkades. I ovanvåningen fanns ett torkloft för att torka de filtar, som användes i papperstillverkningen. Bredvid bruksbyggnaden fanns på ursprungsplatsen en separat torklada. Varken denna eller brukets bostads- och ekonomibyggnader fördes till Göteborg. De är inte bevarade.
Ösjöfors handpappersbruk, som uppfördes år 1777, var tidigare Sveriges äldsta bevarade handpappersbruk. Det förstördes dock i en anlagd brand 2005, och Fröåsa handpappersbruk är numera landets äldsta ännu bestående handpappersbruk.